# 5460 Tsénaatʼaʼí
Az 5460 Tsénaatʼaʼí (ideiglenes jelöléssel 1983 AW) a Naprendszer kisbolygóövében található aszteroida. Skiff, B. A. fedezte fel 1983. január 12-én.